# Cothoniida
De Cothoniida zijn een orde van uitgestorven koralen. Fossielen van Cothoniida dateren uit het Midden-Cambrium. Tot de orde behoort minstens één soort, Cothonion sympomatum.